# Hellmonsödt
Hellmonsödt là một đô thị thuộc huyện Urfahr-Umgebung thuộc bang Oberösterreich, Áo. Đô thị Hellmonsödt có diện tích 18 km², dân số thời điểm năm 2006 là 2111 người.